# Чемпіонат світу з трекових велоперегонів 1899
Чемпіонат світу з трекових велоперегонів 1899 пройшов з 9 по 11 серпня 1897 року в Монреалі, Канада. Змагання проводилися у двох дисциплінах — спринті та гонці за лідером для аматорів та для професіоналів окремо.

## Медалісти

### Чоловіки
Професіонали
| Дисципліна       | Золото                                  | Срібло     | Бронза                |
| Спринт           | Мейджор Тейлор                          | Том Батлер | Гастон Корб д'Отерлон |
| Гонка за лідером | [[Файл:\|20x13px\|CANold]] Гаррі Гібсон | Г'ю Маклін | Кен Боук              |

Аматори
| Дисципліна       | Золото            | Срібло     | Бронза                                         |
| Спринт           | Томас Саммерсгілл | Ерл Пібоді | [[Файл:\|20x13px\|CANold]] Джон Колдау         |
| Гонка за лідером | Джон Нельсон      | Бен Гудсон | [[Файл:\|20x13px\|CANold]] Джордж Вільям Ріддл |

## Загальний медальний залік
| Місце  | Країна          | Золото | Срібло | Бронза | Загалом |
| ------ | --------------- | ------ | ------ | ------ | ------- |
| 1      | США             | 2      | 3      | 1      | 6       |
| 2      | Канада          | 1      |        | 2      | 3       |
| 3      | Велика Британія | 1      |        |        | 1       |
| 4      | Австралія       |        | 1      |        | 1       |
| 5      | Франція         |        |        | 1      | 1       |
| Всього | Всього          | 4      | 4      | 4      | 12      |